# Козьбан, Дмитрий Сергеевич
Дмитрий Сергеевич Козьбан (укр. Дмитро Сергійович Козьбан; 27 апреля 1989, Краматорск, Украинская ССР, СССР) — украинский футболист, нападающий

## Карьера
Карьеру начинал в сезоне 2006/07 в «Интере» из Боярки. В сезоне 2007/08 был игроком вице-чемпиона Первой лиги — ФК «Львов». Сезон 2008/09 находился в клубах Киевской области — «Княже» и «Нафкоме». С лета 2009 года по конец 2011 года играл в винницкой «Ниве». С начала 2012 по лето 2013 года — в краматорском «Авангарде». Летом 2013 года перешёл в луцкую «Волынь».
Дебютировал в Премьер-лиге в первом туре в игре против киевского «Динамо». Матч в Киеве завершился со счётом (1:1). Первый мяч за лучан и свой первый в Премьер-лиге Дмитрий забил 1 сентября 2013 года в ворота донецкого «Металлурга» на 86 минуте матча, выйдя до этого на замену на 81 минуте вместо Шумахера. Этот гол стал единственным и победным в игре.
В июле 2017 года стал игроком команды «Мотор» (Люблин).
В сентябре 2019 года стал игроком кременчугского «Кременя».

## Достижения
- Серебряный призёр Первой лиги Украины: 2007/08
- Бронзовый призёр Первой лиги Украины: 2016/17
- Обладатель Кубка украинской лиги: 2009/10
- Серебряный призёр Второй лиги Украины: 2009/10